# Broddenbjerg-Idol

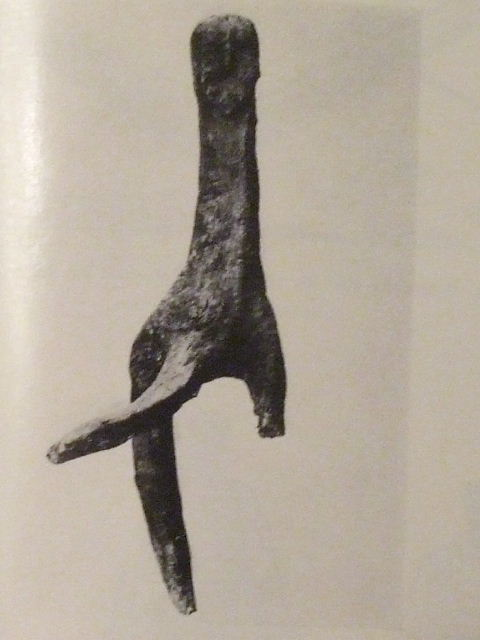
Broddenbjerg-Idol

Das Broddenbjerg-Idol (auch der Broddenbjerg-Mann) ist eine wenig bearbeitete ithyphallische anthropomorphe Holzfigur, die 1880 beim Torfstechen in einem Moor bei Broddenbjerg, in der Nähe von Viborg in Jütland (Dänemark) gefunden wurde. Gemäß neuerer C14-Datierung wird die Figur auf 535–520 v. Chr., in die frühe Eisenzeit. Es ist damit der älteste Pfahlgott Dänemarks.
Die Figur besteht (wie das etwa gleich alte Götterpaar von Braak in Schleswig-Holstein) aus einer Eichenastgabel, die ihrer Form wegen gewählt wurde und 88 cm hoch ist. Die armlose Figur hat zwei Beine (eins ist abgebrochen) die durch die natürlichen Äste gebildet werden und einen etwa 28 cm langen, an der Spitze durch Ritzungen markierten aufrechten Penis. Mit Phallen versehene Astgabelidole – mit bis drei Metern Länge – finden sich mehrheitlich in Norddeutschland und Dänemark (Braak, Ejsbøl Mose, Forlev Nymølle und Rebild Skovhuse).
Laut Klaus Ebbesen wurden derartige Kultbilder gemäß der Fundsituationen auf Steinhaufen errichtet. Der Kopf hat ein geschnitztes Gesicht mit spitzem Kinn, das auf einen Bart deutet. Das rechte Auge ist vollständiger als das linke. Andere geschnitzte Figuren haben auch asymmetrische Gesichter.
Es befindet sich heute im Dänischen Nationalmuseum in Kopenhagen.